# Nouvelle Donne
Nouvelle Donne ("Nuevo Trato") es un partido político francés de izquierda reformista lanzado en Francia el 28 de noviembre de 2013 por Pierre Larrouturou.

## Historia
En noviembre de 2013, durante la constitución de las listas del Partido Socialista (PS) para las elecciones europeas de 2014, el PS no se acordó ninguna plaza eligible a la moción cuarta, corriente que había quedado en tercer lugar con el 11,78 % en el Congreso del Partido Socialista francés de 2012, con una lista capitaneada por Stéphane Hessel y Pierre Larrouturou (quien declaró que la ausencia de plaza eligible NO constituía la razón de la creación del partido, habiéndose tomado previamente la decisión). El 28 de noviembre de 2013, este último anuncia la creación del nuevo partido Nouvelle Donne. Se le bautizó así en referencia al New Deal, el programa político lanzado por Franklin D. Roosevelt en los años 1930 para sacar a los Estados Unidos de la Gran Depresión.

## Orientación ideológica
Este nuevo movimiento hace suya la constatación de un crecimiento económico muy débil en el área europea en las últimas décadas. Sostiene que la crisis actual proviene esencialmente de un problema de redistribución, tanto en términos de la distribución de los ingresos del trabajo como del trabajo mismo. De ahí proviene una serie de propuestas para enfrentar esta situación, construidas en torno una revisión de la fiscalidad y de una reducción del tiempo de trabajo; lo que se traduce en fuertes exigencias tanto en materia fiscal como social. Esta política sería sostenida por una estrategia de tipo keynesiano consistente en un relanzamiento económico centrado sobre la optimización energética del parque de viviendas. 
El movimiento quiere reunir a ciudadanos que se comprometen por primera vez en política, a militantes y a cargos electos venidos del Frente de izquierda, de EELV, del Partido Socialista, del MoDem, gaullistas sociales, patrones, precarios, así como figuras mediáticas. El partido presentara candidatos a las Elecciones europeas de 2014 y ambiciono a sobrepasar al Partido Socialista en el escrutinio.
EL 5 de diciembre de 2013, la diputada ecologista Isabelle Attard anuncia que abandona el partido ecologista EELV para unirse a Nouvelle Donne. Así, Isabelle Attard se convierte en la primera parlamentaria del partido.
En una emisión realizada por el sitio web francés "Arrêt sur images" el 13 de diciembre de 2013, Pierre Larrouturou reivindica 3.000 afiliados.

## Estructura nacional

### Copresidentes del partido
| Nombre | Nombre         | Imagen              | Nombre | Nombre             | Imagen | Período en el cargo | Período en el cargo |
| Nombre | Nombre         | Imagen              | Nombre | Nombre             | Imagen | Inicio              | Final               |
| ------ | -------------- | ------------------- | ------ | ------------------ | ------ | ------------------- | ------------------- |
|        | Nathalie Cayet |                     |        | Pierre Larrouturou |        | 2015                | 2017                |
|        | Nicole Lozano  |                     |        | Arnaud Lelache     |        | 2017                | 2019                |
|        | Aline Mouquet  |                     |        | Arnaud Lelache     | 2019   | 2021                |                     |
|        | Aline Mouquet  | Gilles Pontlevoy    |        |                    | 2019   | 2021                |                     |
|        | Aline Mouquet  | 2021                | 2023   |                    |        |                     |                     |
|        | Aline Mouquet  | Félix David-Rivière |        | 2023               | 2025   |                     |                     |

### Fundadores
Por orden alfabético:
- William Bourdon, abogado
- Cynthia Fleury, filósofa
- Bruno Gaccio, humorista
- Jean Gadrey, militante asociativo, economista
- Susan George, escritora
- Alain Godard, investigador agrónomo
- Roland Gori, psicoanalista
- Christiane Hessel, militante asociativa
- Pierre Larrouturou, economista
- Dominique Méda, sociólogo, filósofo
- Edgar Morin, sociólogo, filósofo
- Patrick Pelloux, médico de urgencias
- Jean-Pierre Raffin, presidente de France nature environnement
- Marie-Monique Robin, escritora, realizadora

## Cargos electos
- Isabelle Attard, diputada por Calvados
- Patrick Beauvillard, consejero regional de Aquitania
- Pierre Larrouturou, consejero regional de Île-de-France
- Boris Milisavljević, concejal municipal de Alfortville
- Patrick Viverge, consejero general del cantón de Dole-Nord-Est

## Resultados electorales

### Elecciones Europeas
|  | 2,90 % |

|  | 6,19 % |

|  | 0,05 % |